# Egale wortelmot
De egale wortelmot (Dichrorampha sedatana) is een nachtvlinder uit de familie bladrollers, de Tortricidae.
De spanwijdte van de vlinder bedraagt tussen de 12 en 16 millimeter.

## Waardplant
De Egale wortelmot gebruikt vooral boerenwormkruid als waardplant, maar ook andere soorten wormkruid en margriet. De rups leeft in de wortels. De soort overwintert als rups.

## Voorkomen in Nederland en België
De Egale wortelmot is in Nederland en in België een gewone soort. De soort kent één generatie die vliegt van eind april tot halverwege juni.